# 北海道道1138号厚別平岡線

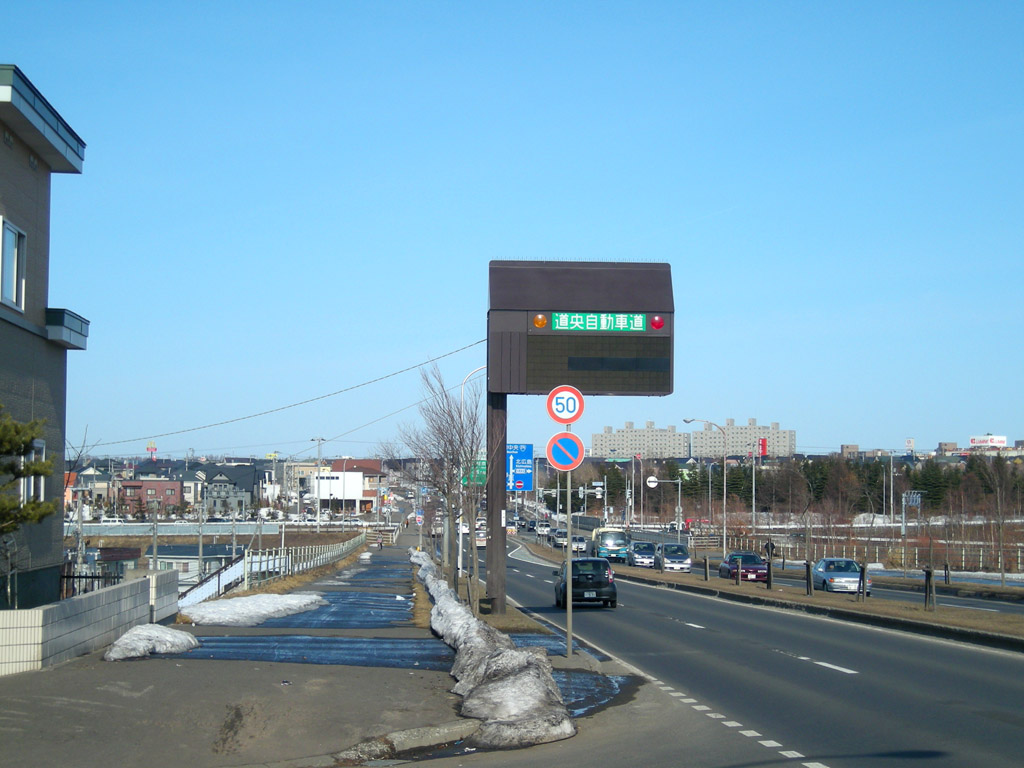
北海道道1138号厚別平岡線

北海道道1138号厚別平岡線（ほっかいどうどう1138ごう あつべつひらおかせん）は、北海道札幌市厚別区と同市清田区を結ぶ一般道道（北海道道）である。全線が札幌市管理路線。札幌圏都市計画道路である「厚別中央通」の一部である。

## 概要
都市計画道路「厚別中央通」としての区間は、当路線の起終点をさらに前後に延長した厚別通交点から羊ケ丘通交点までの区間である。

### 路線データ
- 起点：北海道札幌市厚別区厚別中央2条5丁目（国道12号交点）
- 終点：北海道札幌市清田区平岡1条6丁目（国道36号交点）
- 路線延長：6.2km（総延長）

## 歴史
- 1996年（平成8年）2月29日 路線認定[1]。

## 地理

### 通過する自治体
- 石狩振興局
  - 札幌市（厚別区 - 清田区）

### 交差する道路
札幌市厚別区
- 国道12号 - 厚別中央2条5丁目（起点）
- 国道274号 - 厚別南5丁目

札幌市清田区
- 国道36号 - 平岡1条6丁目（終点）

### 沿線にある施設など
札幌市厚別区
- 厚別警察署 - 厚別中央2条4丁目5-20
- 厚別区体育館 - 厚別中央2条5丁目
- 厚別郵便局 - 厚別中央2条5丁目1−1
- JR北海道 千歳線 新札幌駅・札幌市営地下鉄東西線 新さっぽろ駅 - 厚別中央2条5丁目
- 新さっぽろアークシティ サンピアザ - 厚別中央2条5丁目
- 北洋銀行厚別区厚別中央支店 - 厚別中央2条5丁目7-4
- 札幌市青少年科学館 - 厚別中央1条5丁目2−20
- ローソン札幌厚別中央店 - 厚別中央1条4丁目492-225
- 札幌市立共栄小学校 - 厚別南2丁目
- 青葉中央公園 - 青葉町5丁目2
- 上野幌公園 - 厚別南5丁目
- セブン-イレブン札幌厚別南５丁目店 - 厚別南5丁目2-5
- 厚別上野幌郵便局 - 上野幌1条2丁目5-22
- 厚別警察署上野幌交番 - 上野幌1条2丁目6
- 札幌市立上野幌西小学校 - 上野幌1条2丁目
- 札幌市立上野幌中学校 - 上野幌2条3丁目10-1
- セイコーマート平岡パーク店 - 上野幌3条3丁目16-3

札幌市清田区
- 平岡公園 - 平岡公園
- 札幌市立平岡中央中学校 - 平岡5条4丁目7-1
- セブン-イレブン清田区札幌平岡公園前店 - 平岡5条4丁目9-1
- イオンモール札幌平岡 - 平岡3条5丁目
- 北海道札幌平岡高等学校 - 平岡4条6丁目13-1
- 札幌市立平岡南小学校 - 平岡2条6丁目
- 札幌市立平岡中学校 - 平岡2条5丁目4-10
- 平岡南公園 - 平岡2条6丁目1
- 清田区体育館・温水プール - 平岡1条5丁目